# Hrvatski nogometni klub Dubrovnik 1919
Il Hrvatski nogometni klub Dubrovnik 1919 era una squadra di calcio di Ragusa, in Croazia. Era nato nel 1911 e nel 2015 si è fuso col GOŠK Dubrovnik a formare il GOŠK Dubrovnik 1919.

## Storia
La squadra nasce nel 1922, col nome NK Jug (in italiano "F.C. Sud"), dalla fusione di due squadre concittadine: Olimpija e Balkan, ambedue nate nel 1919 (da qua la data nel nome societario). La prima partita è stata disputata contro lo Slaven Gruda. Nel 1928 la sezione calcistica dello Jug viene sospesa ed il titolo sportivo ed il materiale è stato consegnato al ŠK Građanski Dubrovnik.
Lo Jug rivede la luce nel 1945, dopo la seconda guerra mondiale, e nel 1951 si fonde con i concittadini Borac e Željezničar a formare il NK Dubrovnik (entrambi i club erano nati nel 1950).
Nel 1978 riprende il nome Jug e l'anno successivo si fonde con il GOŠK Dubrovnik a formare il GOŠK Jug. Questa squadra conquista subito la promozione nella 2. Savezna liga e la mantiene per circa 10 anni.
Il 19 febbraio 1992 il GOŠK Jug cambia il nome in HNK Dubrovnik e viene iscritto nel neoformato campionato croato. Nella prima stagione la squadra è costretta a giocare le partite casalinghe in campo neutro a causa dei bombardamenti durante la guerra d'indipendenza croata; la prima partita allo Stadio Lapad è stata il 19 febbraio 1992 contro il Segesta. Rimane in Prva liga per 3 stagioni, poi inizia un inesorabile declino che lo porta alla fine a disputare i campionati della regione raguseo-narentana.
Nel 1997 il GOŠK si stacca dalla società e diviene di nuovo indipendente. Infine, nell'agosto 2015, il HNK Dubrovnik 1919 (aveva preso questo nome dopo una bancarotta nel 2004) e GOŠK tornano ad unirsi a formare il GOŠK Dubrovnik 1919. Il Dubrovnik 1919 cessa di esistere.

### Riassunto nomi
- Il club è nato nel 1922 come NK Jug
- Nel 1945 diventa NK Dubrovnik
- Nel 1978 ritorna NK Jug
- Dal 1979 al 1992 convive col GOŠK come GOŠK Jug
- Nel 1992 diventa HNK Dubrovnik
- Nel 2004 diventa HNK Dubrovnik 1919

## Strutture

### Stadio

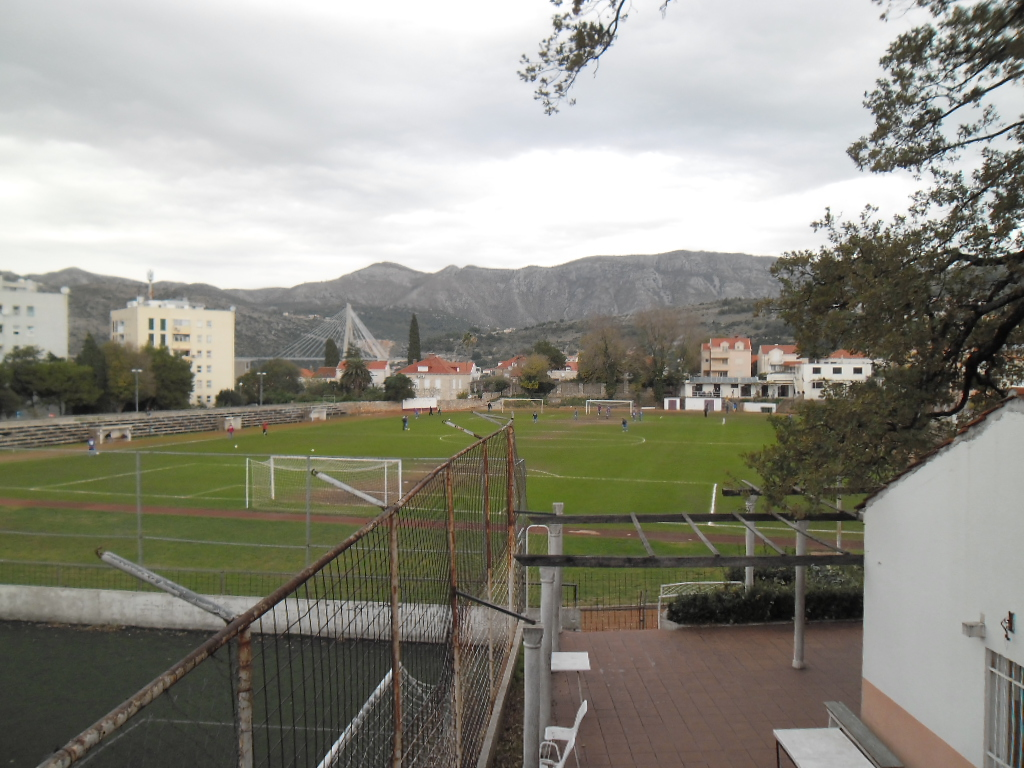
Gradski stadion Lapad

Il Gradski stadion Lapad (che prende il nome dall'omonimo distretto urbano della città) si trova a Ragusa e ha una capienza di circa 3000 spettatori. È stato costruito nel 1919 ed ospita anche le partite del GOŠK.